# Jean-François Ricard
Pour les articles homonymes, voir Jean-François Ricard et Ricard.
Jean-François Ricard, né le 14 juillet 1956 à Boulogne-Billancourt, est un magistrat français, premier procureur de la République antiterroriste depuis le 1er juillet 2019.

## Biographie
Sa carrière commence en 1982 par un poste de juge à Arras (Pas-de-Calais), puis il est passé par Bobigny (Seine-Saint-Denis) avant de rejoindre Paris.
Il est juge d’instruction chargé des affaires de terrorisme pendant douze ans. Avec Jean-Louis Bruguière, il a été notamment chargé du dossier de l'Attentat du RER B à Saint-Michel.
Entre 2009 et 2015, il est avocat général à la cour d'appel de Paris. Il a notamment requis au procès du terroriste Carlos, en 2013.
Il se prononce avec Jean-Louis Bruguière, mais aussi Michel Debacq, ancien responsable de la section spécialisée du parquet de Paris, et Christian Vigouroux, ex-directeur de cabinet des gardes des Sceaux Christiane Taubira et Élisabeth Guigou, pour la création d’un parquet national antiterroriste. Après l’avis du Conseil supérieur de la magistrature lors de sa séance du 21 mai 2019, il est nommé procureur de la République antiterroriste près du tribunal judiciaire de Paris à compter du 1er juillet 2019.
Le 22 avril 2024, il quitte le poste de procureur et devient conseiller spécial chargé de la lutte contre le terrorisme et la criminalité organisée au cabinet du garde des sceaux, ministre de la justice Éric Dupond-Moretti.

## Décorations
- Officier de la Légion d'honneur (décret du 17 avril 2003)[6]
- Officier de l'ordre national du Mérite (décret du 30 janvier 2008)[7]